# National Wildlife Refuge

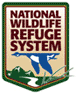
Logo rezerwatów w USA

National Wildlife Refuge – sieć rezerwatów przyrody w Stanach Zjednoczonych. Krajowy system rezerwatów zarządzany jest przez United States Fish and Wildlife Service (USFWS). Przedmiotem ochrony może być całość przyrody na terenach rezerwatów lub szczególne jej składniki: fauna, flora, twory przyrody nieożywionej.

## Zadania i podział rezerwatów

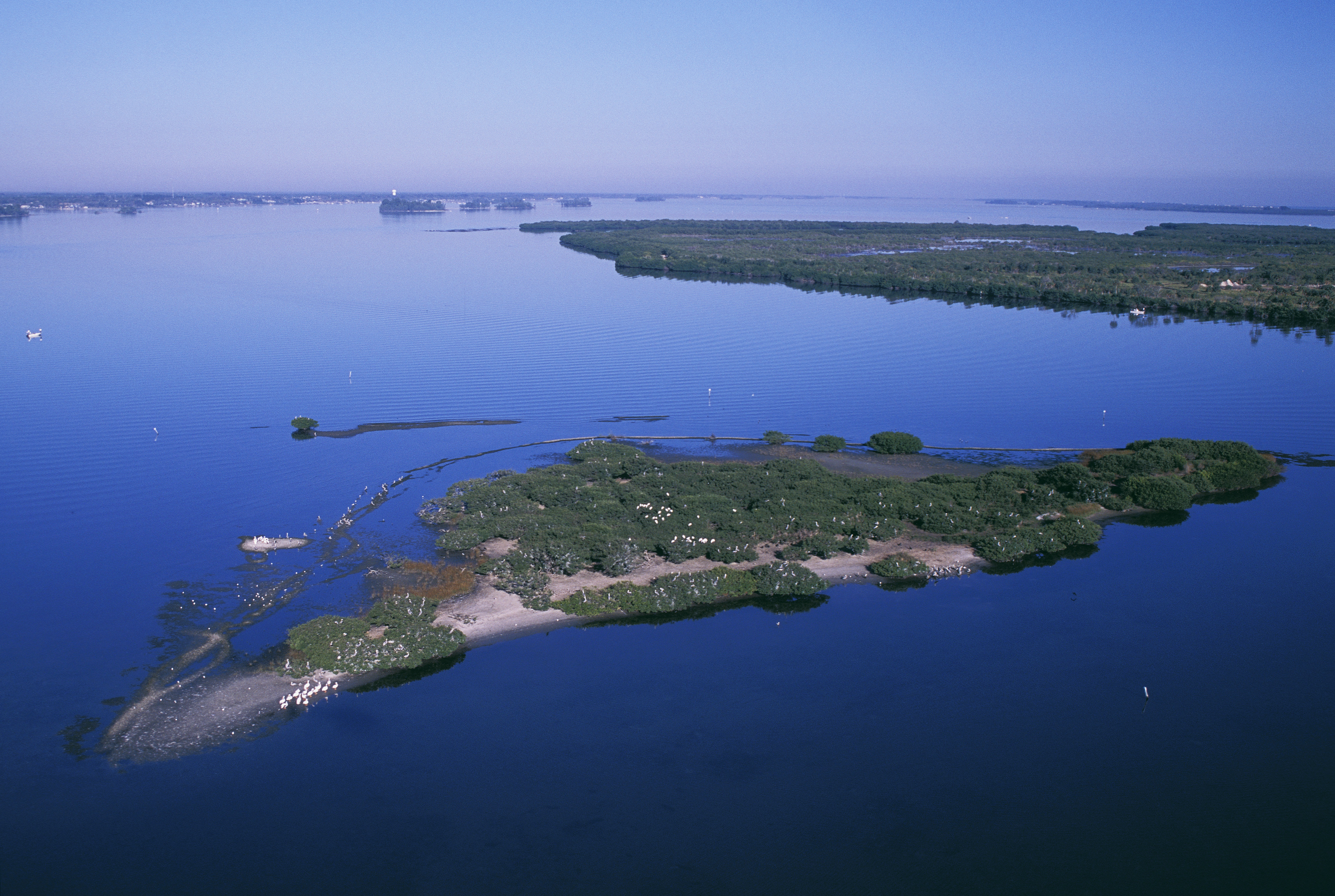
Pelican Island była pierwszym rezerwatem w USA

Rezerwaty w całości lub ich części mogą podlegać ochronie ścisłej, ochronie czynnej lub ochronie krajobrazowej. Ochrona ścisła polega na nieingerencji w naturalne procesy, ochrona czynna dopuszcza wykonywanie zabiegów ochronnych (np. usunięcie drzew zacieniających stanowisko cennego gatunku rośliny), a ochrona krajobrazowa polega na prowadzeniu gospodarki rolnej, leśnej lub rybackiej w sposób uwzględniający potrzeby przedmiotu ochrony.
W skład systemu wchodzi ponad 500 rezerwatów w całych Stanach Zjednoczonych. W nazwie każdego z nich znajduje się określenie „National Wildlife Refuge”, „Wetland Management District”, lub „Wildlife Management Area”; wyjątkami od tej zasady są:
- Bear River Migratory Bird Refuge
- Hart Mountain National Antelope Refuge
- National Bison Range
- National Elk Refuge
- National Key Deer Refuge
- Patuxent Research Refuge
- Sullys Hill National Game Preserve

## Historia

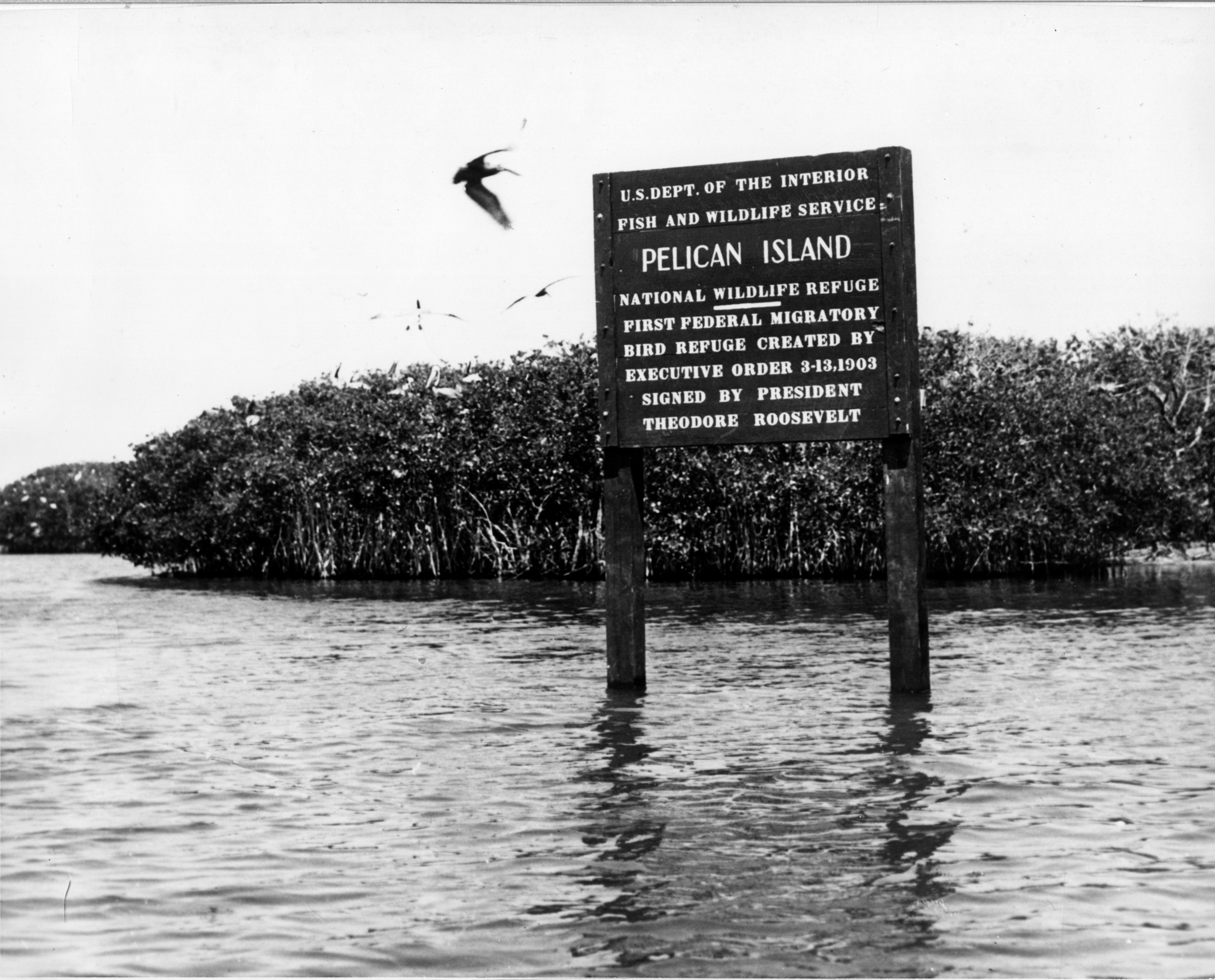
Pelican Island NWR (lata 30. XX wieku)

Dekretem z 14 marca 1903 roku prezydent Theodore Roosevelt ustanowił Pelican Island National Wildlife Refuge u atlantyckiego wybrzeża środkowej Florydy, oficjalnie pierwszy rezerwat przyrody w Stanach Zjednoczonych i jednocześnie pierwszy element ogólnokrajowego systemu ochrony przyrody. Nie oznacza to jednak, że w przeszłości nie podejmowano prób chronienia fauny i flory w Ameryce.
Nie istnieje dokumentacja pierwszych planów i działań na rzecz ochrony masowo mordowanych zwierząt, wycinania lasów i osuszania zbiorników wodnych, ale wspomnienia podróżników i artykuły prasowe dotyczące terytoriów na zachód od Missisipi od połowy XIX wieku alarmowały, że postępuje wyniszczanie narodowego dobra.
Pierwsza akcja, zmierzająca w kierunku ochrony zabytków przyrody, była spowodowana ustawą Kongresu z 30 czerwca 1864 roku, zgodnie z którą Yosemite Valley miała zostać przekazana stanowi Kalifornia. Jednym z warunków, jakimi obciążono stan w zamian za przekazanie doliny było „zapobieżenie dalszemu niszczeniu fauny i flory w celach handlowych lub przemysłowych”.
Dolina Yosemite wkrótce wróciła pod skrzydła rządu federalnego. W 1872 roku powstał Park Narodowy Yellowstone, głównie dla ochrony gorących źródeł i gejzerów, ale „nieopanowane niszczenie” fauny i flory zostało zakazane, co potwierdziła ustawa o ochronie parku z roku 1894.
Najwcześniejszym krokiem ku ochronie fauny na terenach będących w gestii władz federalnych był dekret prezydenta Granta z roku 1868, na mocy którego zakazano polowań na foki na Wyspach Prybiłowa u wybrzeży Alaski. W roku 1869 Kongres przegłosował odpowiednią ustawę. Samotna grupa wysepek na Morzu Beringa była miejscem kłusowniczego odłowu fok, w związku z czym władze postanowiły wystąpić w obronie swych interesów.
Podobnie postąpił w marcu roku 1891 prezydent Benjamin Harrison wydając dekret o leśnych i rybnych zasobach wyspy Afognak na Alasce, „w tym jej zatok i skał oraz wód terytorialnych oraz zwierząt, a zwłaszcza słoni morskich i wydr morskich”. Ta zdanie ukazało, że ochrona fauny, flory i przyrody nieożywionej była głównym celem prezydenckiej akcji.
Jako rezultat rosnącego przekonania o ważności zasobów naturalnych dla gospodarki, w roku 1871 departament rolnictwa ustanowił Federal Office of Commissioner of Fisheries, a w 1886 Division of Economic Ornithology and Mammalogy, których zadaniem miało być zbieranie informacji o zasobach naturalnych, zwłaszcza dotyczących fauny. Z przeprowadzonych przez te dwie instytucje badań wynikało, że zasoby te są w niebezpieczeństwie; na skutek ich wspólnego raportu podjęły działania organizacje społeczne i naukowe, które zaczęły wywierać naciski na Kongres.

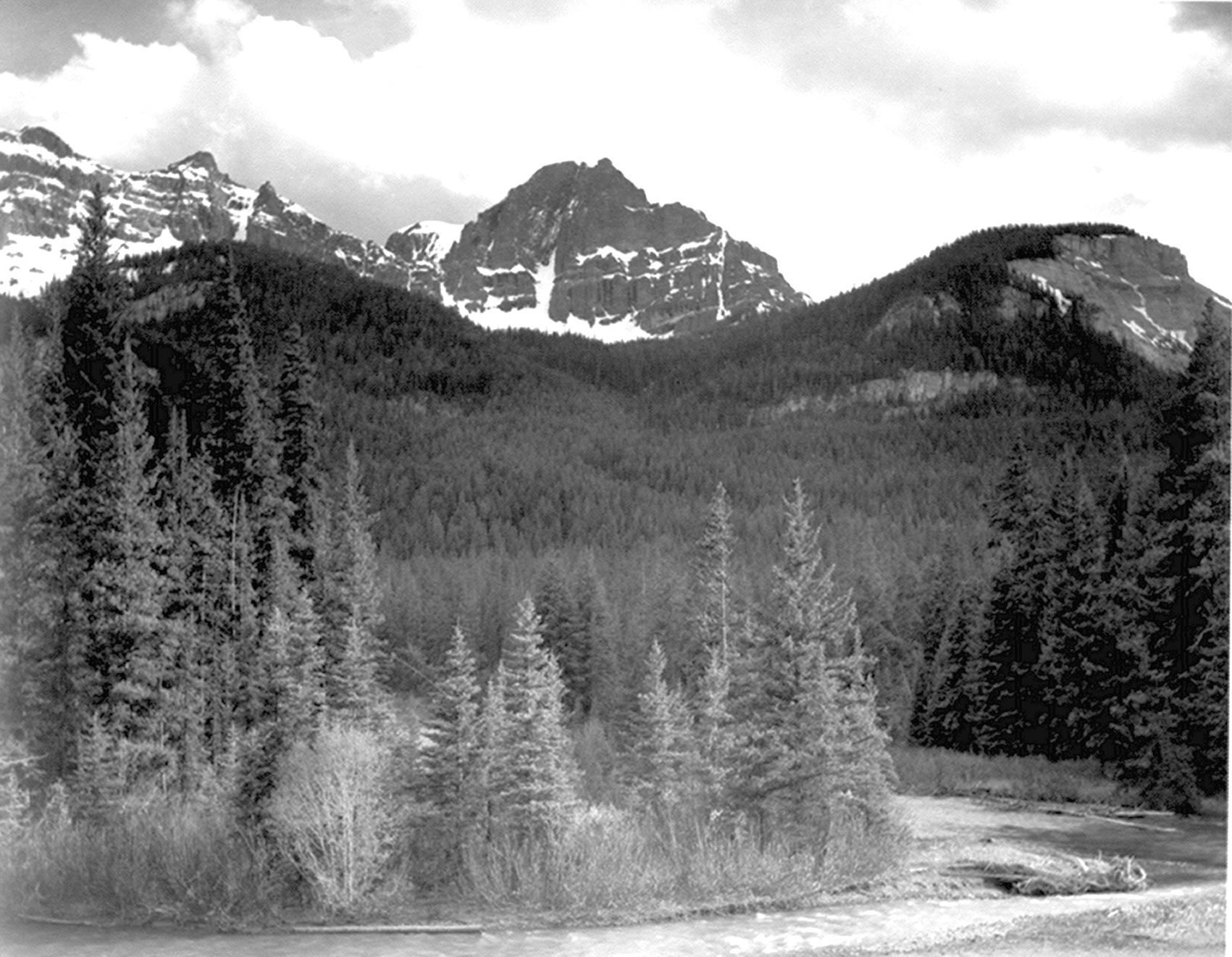
Park Narodowy Yellowstone (lata 40. XX wieku)

Jedną z takich organizacji był Boone and Crockett Club, założony w roku 1887 przez grupę czołowych amerykańskich podróżników, pisarzy, naukowców i przywódców politycznych z Theodorem Rooseveltem na czele. Działalność Roosevelta w latach osiemdziesiątych i dziewięćdziesiątych XIX wieku stawia go w pierwszym szeregu ludzi walczących o ochronę przyrody w całych Stanach Zjednoczonych. Nic więc dziwnego, że gdy objął urząd prezydenta USA w roku 190l, był doskonale zorientowany co należy dla zabezpieczenia zasobów naturalnych uczynić.
Na początku XX stulecia kraj stanął wobec faktu niemal doszczętnego wytępienia bizonów amerykańskich, postępujące wybijanie stad ptaków wędrownych przez kłusowników na Florydzie i wytępienia populacji tak licznych gołębi wędrownych (ostatni ptak tego gatunku zdechł w roku 1914). Opinia publiczna zdecydowanie wspierała wysiłki zamierające do ratowania zagrożonych form życia.
Na Florydzie, pragnąc walczyć z kłusownictwem, American Ornithologists Union i National Association of Audubon Societies (obecnie National Audubon Society) przekonały w roku 1901 legislaturę stanową do przyjęcia ustawy o ochronie ptactwa. Organizacje te zatrudniły następnie strażników i potworzyły sanktuaria ptasich kolonii.
Zainteresowanie opinii publicznej, wraz z działaniami prezydenta Roosevelta, spowodowały utworzenie pierwszego federalnie zarządzanego obszaru dla ochrony fauny (w tym wypadku pelikana brunatnego) na Wyspie Pelikana w roku 1903. Był to pierwszy rezerwat przyrody w USA. Jego pierwszy strażnik, Paul Kroegel, zarabiał 1 dolara miesięcznie.
Przykład okazał się zaraźliwy i wkrótce wiele obszarów lądowych i wodnych zyskało podobny status.

## Dane statystyczne (2004)
- Powierzchnia lądowa pod zarządem USFWS: 388,533 km²[1]
- Powierzchnia wód i terenów bagiennych: 184,852 km²[1]
- Liczba zarządzanych jednostek: 632 (w tym 545 rezerwatów, 37 obszarów wodnych i bagiennych i 50 ośrodków zarządzania)[1]
- Liczba rezerwatów ścisłych: 75[1]
- Powierzchnia rezerwatów ścisłych: 83,765 km²[1]
- Łączna długość rzek zarządzanych przez National Wild & Scenic Rivers System: 1,691 km[1]
- Łączna liczba zwiedzających w 2004: 39,847,108[1]
- Liczba ochotników pracujących w 2004: 32,933[1]
- Długość dróg wewnętrznych: 18,800 km[1]
- Liczba budynków serwisowych: 5,850[1]
- Liczba budynków mieszkalnych 660[1]
- Liczba mostów: 650[1]
- Łączna długość ogrodzeń: 21,720 km[1]
- Liczba urządzeń wodnych 9,100[1]
- Łączna liczba personelu: 3,809[1]
- Liczba strażników: 491[1]
- Liczba funkcjonariuszy straży pożarnej: 538[1]